# Скрепящево
Скрепящево — деревня в Клинском районе Московской области, в составе Нудольского сельского поселения. Население — 25 чел. (2010). До 2006 года Скрепящево входило в состав Щекинского сельского округа.
Деревня расположена на юго-западе района, примерно в 25 км к юго-западу от райцентра Клин, на левом берегу реки Нудоль, высота центра над уровнем моря 189 м. Ближайшие населённые пункты — Кореньки на противоположном берегу реки, Коськово на юго-востоке и Хохлово на северо-востоке.

## Население
| 2002 | 2006 | 2010 |
| ---- | ---- | ---- |
| 21   | ↘20  | ↗25  |